# Brandleithen
Brandleithen ist ein Gemeindeteil der Stadt Bad Berneck im Fichtelgebirge im Landkreis Bayreuth (Oberfranken, Bayern). Brandleithen liegt in der Gemarkung Escherlich.

## Geografie
An der Stelle der ehemaligen Einöde befindet sich mittlerweile ein Steinbruch, in dem Feldspat abgebaut wird.

## Geschichte
Von 1797 bis 1810 unterstand Brandleithen dem Justiz- und Kammeramt Gefrees. Infolge des Ersten Gemeindeedikts wurde Brandleithen dem 1812 gebildeten Steuerdistrikt Goldkronach und der zugleich gebildeten Ruralgemeinde Escherlich zugewiesen. Im Zuge der Gebietsreform in Bayern wurde Brandleithen am 1. Mai 1978 in Bad Berneck im Fichtelgebirge eingegliedert.

### Einwohnerentwicklung
| Jahr      | 001818 | 001819 | 001861 | 001871 | 001885 | 001900 | 001925 | 001950 | 001961 | 001970 | 001987 |
| Einwohner | 9      | *      | 7      | 5      | 10     | 4      | 2      | 1      | 0      | 0      | 0      |
| Häuser    | 1      |        |        |        | 1      | 1      | 1      | 1      | 1      |        | 0      |
| Quelle    | [ 4 ]  | [ 7 ]  | [ 8 ]  | [ 9 ]  | [ 10 ] | [ 11 ] | [ 12 ] | [ 13 ] | [ 14 ] | [ 15 ] | [ 16 ] |

## Religion
Brandleithen war evangelisch-lutherisch geprägt und nach St. Erhard (Goldkronach) gepfarrt.